# فهرست کدهای پستی اتریش
کدهای پستی در اتریش (که به آلمانی Postleitzahl یا PLZ نامیده می‌شوند) شامل کدهای عددی چهار رقمی هستند که برای شناسایی مناطق جغرافیایی جهت ارسال نامه و بسته استفاده می‌شوند. این سیستم در سال ۱۹۶۶ معرفی شد تا فرآیند دسته‌بندی و ارسال نامه‌ها به صورت سریع‌تر و دقیق‌تر انجام شود. هر کد پستی به یک شهر، منطقه یا بخش خاصی اختصاص دارد.

### ساختار کدهای پستی اتریش
کدهای پستی اتریش شامل چهار رقم هستند. رقم اول نشان‌دهنده ایالت فدرال یا منطقه جغرافیایی بزرگ است و سه رقم بعدی مناطق کوچک‌تر مانند شهرها، شهرستان‌ها یا محله‌ها را مشخص می‌کند.
ساختار کلی به شرح زیر است:
| رقم اول | منطقه (ایالت فدرال)            |
| ------- | ------------------------------ |
| ۱       | وین (Wien)                     |
| ۲       | پایین اتریش (Niederösterreich) |
| ۳       | بالای اتریش (Oberösterreich)   |
| ۴       | سالزبورگ                       |
| ۵       | تیرول (Tirol) و فورآرلبرگ      |
| ۶       | کارینتیا (Kärnten) و بورگن‌لند  |
| ۷       | اشتایرمارک (Steiermark)        |
| ۸       | سایر مناطق یا کدهای ویژه       |
| ۹       | کدهای ویژه پستی یا نظامی       |

### فهرست جزئی کدهای پستی بر اساس منطقه

#### وین (Wien) – کدهای شروع‌شونده با ۱
| کد پستی | منطقه / بخش            |
| ------- | ---------------------- |
| ۱۰۱۰    | اینره اشتات (مرکز وین) |
| ۱۰۲۰    | لئوپولدشتات            |
| ۱۰۳۰    | لند‌اشتراسسه            |
| ۱۰۴۰    | ویدن                   |
| ۱۰۵۰    | مارگاریتن              |
| ۱۰۶۰    | ماریا‌هیلف              |
| ۱۰۷۰    | نوی‌باو                 |
| ۱۰۸۰    | یوزف‌شتات               |
| ۱۰۹۰    | آلسرگروند              |
| ۱۱۰۰    | فاووریتن               |
| ۱۱۱۰    | سیمرینگ                |
| ۱۱۲۰    | مایدلینگ               |
| ۱۱۳۰    | هیتزینگ                |
| ۱۱۴۰    | پنزینگ                 |
| ۱۱۵۰    | رودولفسهایم-فونف‌هاوس   |
| ۱۱۶۰    | اوت‌کرینگ               |
| ۱۱۷۰    | هرنالز                 |
| ۱۱۸۰    | ورینگ                  |
| ۱۱۹۰    | دولبینگ                |
| ۱۲۰۰    | بریگیتناو              |

#### پایین اتریش (Niederösterreich) – کدهای شروع‌شونده با ۲
| کد پستی | شهر / منطقه      |
| ------- | ---------------- |
| ۲۰۰۰    | اشتوکرائو        |
| ۲۱۰۰    | کورن‌بورگ         |
| ۲۲۰۱    | گرازدورف بای وین |
| ۲۳۰۱    | گروسه انزرسدورف  |
| ۲۳۴۰    | مادلینگ          |
| ۲۵۰۰    | بادن             |
| ۲۶۰۱    | زولناو           |
| ۲۷۰۰    | وینر نوشتات      |

#### بالای اتریش (Oberösterreich) – کدهای شروع‌شونده با ۳
| کد پستی | شهر / منطقه |
| ------- | ----------- |
| ۳۰۰۱    | ماتوهاوزن   |
| ۳۱۰۰    | سنت پلتن    |
| ۴۰۲۰    | لینز        |
| ۴۰۳۰    | لینز        |
| ۴۰۶۰    | لئوندینگ    |
| ۴۴۰۰    | اشتایر      |

#### سالزبورگ – کدهای شروع‌شونده با ۵ (بخش‌هایی از منطقه)
| کد پستی | شهر / منطقه   |
| ------- | ------------- |
| ۵۰۲۰    | سالزبورگ      |
| ۵۰۷۱    | والس-سیزنهایم |
| ۵۱۰۱    | برگهایم       |

#### تیرول (Tirol) و فورآرلبرگ – کدهای شروع‌شونده با ۶
| کد پستی | شهر / منطقه   |
| ------- | ------------- |
| ۶۰۲۰    | اینسبروک      |
| ۶۰۶۰    | هال این تیرول |
| ۶۷۰۰    | بلودنز        |
| ۶۸۰۰    | فلد‌کیریش      |

#### کارینتیا (Kärnten) و بورگن‌لند – کدهای شروع‌شونده با ۹ و ۷
| کد پستی | شهر / منطقه |
| ------- | ----------- |
| ۹۰۲۰    | کلگن‌فورت    |
| ۹۵۰۰    | ویلاخ       |
| ۷۰۰۰    | آیزن‌اشتات   |
| ۷۴۰۰    | اوبر‌وارت    |

### نکات
- کدهای پستی معمولاً برای اهداف اداری استفاده می‌شوند و می‌توانند مناطق خاصی درون شهرها را نشان دهند.
- برخی کدها برای صندوق‌های پستی یا خدمات ویژه اختصاص داده شده‌اند.